# Коньи, Рене
Рене Коньи́ (25 апреля 1904, Сен-Валери-ан-Ко — 11 сентября 1968, Средиземное море) — французский генерал; участник Второй мировой войны и французского Сопротивления, пережил плен и заключение в концлагерях Бухенвальд и Маутхаузен. Во время Первой Индокитайской войны командовал французскими войсками в Тонкине, в том числе, во время битвы при Дьенбьенфу. Получил широкую известность его послевоенный конфликт с вышестоящим генералом Анри Наварром. В 1968 году погиб в авиакатастрофе в Средиземном море недалеко от Ниццы.

## Биография

### Вторая Мировая Война
В июне 1940 года в звании капитана стал одним из 780 тысяч французов, попавших в плен при обходе «линии Мажино». Через год бежал из лагеря, для чего прополз голым по канализационной трубе, толкая перед собой тайно сшитую гражданскую одежду. В 1941 году вернулся в вишистскую Францию и присоединился к Сопротивлению. В 1943 году был арестован гестапо и шесть месяцев подвергался допросам и пыткам, после чего был отправлен в концлагерь Бухенвальд, а затем в Маутхаузен. Был освобожден в апреле 1945 года в тяжелом состоянии. Хотя со временем оправился от истощения, сильная хромота давала себя знать до конца жизни.

### После войны: Вьетнам
В период с 1946 по 1947 год командовал пехотной дивизией под Парижем, затем был назначен в военное министерство в качестве помощника министра обороны, а затем в штаб генерала Жана де Тассиньи. В 1950 году вместе с де Латтром отправился во Французский Индокитай. В 1950 году командовал дивизией в Тонкине и мобильной группой в дельте Красной реки. Позже командующий войсками в Индокитае Анри Наварр предложил Коньи командовать сухопутными силами Северного Вьетнама (фр. Terrestres du Nord Viêtnam). До конца войны командовал войсками в Дельте Тонкина.

### Служба в Африке и гибель
После Индокитая получил звание генерал-лейтенанта. В 1963 году стал командующим французскими войсками в Центральной Африке. 11 сентября 1968 года погиб в авиационной катастрофе под Ниццей вместе с другими пассажирами.

## Отзывы
Историки отмечают особый стиль поведения Коньи во время войны во Вьетнаме. Пользовался популярностью у подчинённых и особенно у журналистов, с которыми Коньи охотно общался, что отличало его от прочих генералов. Основные действия Коньи вёл в дельте Тонкина, за что получил прозвище «Человек Дельты». В июне 1954 года журнал «Тайм» опубликовал статью о Коньи, озаглавленную «Генерал Дельта». Несмотря на свою популярность, Коньи нервно относился к критике в прессе. Наблюдатели отмечали слишком большое внимание, которое Коньи уделял послевоенным дрязгам со своим бывшим начальником генералом Наварром по вопросу ответственности за поражение во Вьетнаме.